# F. F. Bruce
Frederick Fyvie Bruce FBA (12 octobre 1910 - 11 septembre 1990), généralement cité sous le nom de F. F. Bruce, est un bibliste écossais qui soutient la fiabilité historique du Nouveau Testament. Son premier livre, New Testament Documents : Are They Reliable ? (1943), a été élu par le périodique évangélique américain Christianity Today en 2006 comme l'un des 50 meilleurs livres "qui ont façonné les évangéliques".

## Famille et formation
Bruce est né à Elgin, Moray, en Écosse, fils d'un prédicateur des Frères chrétiens (Plymouth Brethren). Il a fait ses études à l'université d'Aberdeen, au Gonville and Caius College, à Cambridge, et à l'université de Vienne, où il a étudié avec Paul Kretschmer, un philologue indo-européen.

## Carrière
Après avoir enseigné le grec pendant plusieurs années, d'abord à l'université d'Édimbourg puis à l'université de Leeds, il devient directeur du département d'histoire et de littérature bibliques à l'université de Sheffield en 1947. L'université d'Aberdeen lui a décerné un doctorat honorifique en théologie en 1957. En 1959, il s'est installé à l'université Victoria de Manchester, où il est devenu professeur de critique biblique et d'exégèse (Rylands Professor). Il a écrit plus de 40 livres et a été rédacteur en chef de The Evangelical Quarterly et de Palestine Exploration Quarterly. Il se retire de l'enseignement en 1978.
Bruce était un spécialiste de la vie et du ministère de l'apôtre Paul et a écrit plusieurs études, dont la plus connue est Paul : Apostle of the Free Spirit (publié aux États-Unis sous le titre Paul : Apostle of the Heart Set Free). Robert Morgan a écrit dans The Journal of Theological Studies que ses "1 391 notes de bas de page reflètent à la fois des années d'attention au flux de la littérature savante, principalement allemande, et une connaissance approfondie des travaux plus anciens". Cependant, il affirme qu'il y a "une certaine platitude incontestable dans ce qu'on nous dit de la pensée de Paul". Ainsi, Morgan a déclaré que la biographie sert "à informer le lecteur général éduqué et l'étudiant plus conservateur plutôt qu'à [...] stimuler les collègues ou les autres théologiens".
Il a également écrit des commentaires sur de nombreux livres bibliques, notamment Habacuc, l'Évangile de Jean, les Actes des Apôtres, Romains, 1 et 2 Corinthiens, Galates, Éphésiens, Colossiens, Philémon, 1 et 2 Thessaloniciens, Philippiens, l'Épître aux Hébreux et les Épîtres de Jean.
La plupart des travaux de Bruce sont de nature scientifique, mais il a également écrit de nombreux ouvrages de vulgarisation sur la Bible. Il considérait que les écrits du Nouveau Testament étaient historiquement fiables et que les affirmations de vérité du christianisme dépendaient de leur fiabilité. Pour Bruce, cela ne signifiait pas que la Bible était toujours précise, ou que ce manque de précision ne pouvait pas conduire à une certaine confusion. Il estimait cependant que les passages qui restaient à débattre étaient ceux qui n'avaient pas d'incidence substantielle sur la théologie et la pensée chrétiennes. Le collègue de Bruce à Manchester, James Barr, considérait Bruce comme un "libéral conservateur",.
Bruce est un ami et un collègue de H. L. Ellison.

## Opinions personnelles
Bruce a été membre d'une communauté chrétienne à plusieurs reprises au cours de sa vie, bien qu'il se soit principalement engagé auprès des Open Brethren (en), parmi lesquels il a grandi. Il a apprécié la communion et l'acceptation de ce groupe, bien qu'il ait été un franc-tireur en ce qui concerne ses croyances personnelles. Il n'a jamais accepté la marque spécifique de dispensationalisme habituellement associée aux Frères, bien qu'il ait pu adhérer à un prémillénialisme[Quoi ?] historique proche de celui de George Eldon Ladd,.

## Distinctions
Bruce a été élu membre de la British Academy et, en 1965, il a été président de la Society for Old Testament Study, ainsi que de la Society for New Testament Study.

## Autres lectures
- W. Ward Gasque et Ralph P. Martin, Apostolic History and the Gospel: Biblical and Historical Essays Presented to F. F. Bruce on his 60th Birthday, Exeter: Paternoster; Grand Rapids, MI: William B. Eerdmans, 1970 (ISBN 0-85364-098-X)
- D. A. Hagner et M. J. Harris, Pauline Studies: Essays Presented to F. F. Bruce, Exeter: Paternoster; Grand Rapids, MI: William B. Eerdmans, 1980 (ISBN 0-8028-3531-7)
- F. F. Bruce, In Retrospect: Remembrance of Things Past, Grand Rapids: Baker, 1993 (ISBN 0-8010-1055-1)
- Tim Grass, F. F. Bruce. A Life, Milton Keynes: Paternoster, 2012 (ISBN 978-1-84227-737-9)